# Johnny's Dome Theater〜SUMMARY2012〜 A.B.C-Z
『Johnny's Dome Theater〜SUMMARY2012〜 A.B.C-Z』（ジャニーズ・ドーム・シアター・サマリーニセンジュウニ・エービーシージー）は、2013年1月16日にポニー・キャニオンから発売のA.B.C-Zの2枚目の舞台・コンサート作品。
本作は2012年8月に行われた『Johnny’s Dome Theatre～SUMMARY2012～』A.B.C-Z公演の映像化作品。サマリー恒例の水を使用した演出の中、A.B.C-Zならではのフライングやアクロバットを存分に披露した見応えのある作品。
Blu-rayとDVD2形態リリース。

## 収録内容
Blu-rayとDVD共に同じである。
2012/8/18 TOKYO DOME CITY HALLにて収録
1. Overture
2. SUMMARY<オープニングコーナー>
3. Za ABC〜5stars〜<オープニングコーナー>
4. HIGHER!FLY!<オープニングコーナー>
5. Naked<オープニングコーナー>
6. LET’S SING A SONG＜オープニングコーナー＞
7. 恋に落ちたボディガード<Action Star>
8. Addicted（堂本光一（KinKi Kids）の曲）<Dancing Star>
9. STAR SEEKER
10. InaZuma☆Venus~A.B.C-Z
11. 言葉より大切なもの（嵐の曲）<Jr.コーナー>
12. Dear WOMAN（SMAPの曲）<Jr.コーナー>
13. 仮面（タッキー&翼の曲）<Jr.コーナー>
14. Keep the faith （KAT-TUNの曲）<Jr.コーナー>
15. 言葉より大切なもの（嵐の曲）<Jr.コーナー>
16. 君のままで…<Comedy Star>
17. FREAK OUT!!<Comedy Star>
18. 一秒のOthello~君に選ばれたい~<Comedy Star>
19. かつらの神様<コント>
20. Burn it（男闘呼組の曲） <Rock Star>
21. One by One <Pop Star>
22. ずっとLOVE<Universal Star>
23. ボクラ~LOVE&PEACE~<Universal Star>
24. 明日の為に僕がいる<Universal Star>
25. SUMMARY<Universal Star>
26. 勇気100%<Universal Star>
27. Vanilla<Showtime>
28. Attraction!<Showtime>
29. A to Z<Showtime>